# Carl Stockdale
Carl Stockdale, nato William Carlton Stockdale (Worthington, 19 febbraio 1874 – Los Angeles, 15 marzo 1953), è stato un attore statunitense.
Lavorò a lungo nel cinema, con una carriera durata trent'anni, dal 1913 al 1943, usando talvolta anche il nome Carlton Stockdale
Era fratello dell'attore Frank Stockdale.

## Biografia
Nato nel Minnesota, a Worthington, Carl Stockdale esordì sullo schermo con un piccolo ruolo in Broncho Billy's Last Deed, un cortometraggio diretto e interpretato da Gilbert M. 'Broncho Billy' Anderson, prodotto dalla Essanay, una casa di produzione di Chicago per la quale girò tutti i suoi primi film.

### Il caso Taylor
Carl Stockdale rimase coinvolto nell'omicidio del regista William Desmond Taylor avvenuto il 2 febbraio 1922, un caso che non fu mai risolto. Una delle più probabili sospettate era Charlotte Shelby, madre dell'attrice Mary Miles Minter, amante di Taylor. Stockdale, grande amico della donna, le fornì un alibi, testimoniando di essere stato con lei al momento in cui Taylor veniva ucciso.

## Filmografia
- Broncho Billy's Last Deed, regia di Gilbert M. 'Broncho Billy' Anderson - cortometraggio (1913)
- The Episode at Cloudy Canyon, regia di Lloyd Ingraham - cortometraggio (1913)
- Hard Luck Bill - cortometraggio (1913)
- Broncho Billy's Conscience, regia di Gilbert M. 'Broncho Billy' Anderson - cortometraggio (1913)
- Broncho Billy Reforms, regia di Gilbert M. 'Broncho Billy' Anderson (1913)
- Days of the Pony Express, regia di Arthur Mackley (1913)
- The Struggle, regia di Gilbert M. 'Broncho Billy' Anderson (1913)
- Love and the Law, regia di Lloyd Ingraham (1913)
- Broncho Billy Gets Square, regia di Gilbert M. 'Broncho Billy' Anderson (1913)
- The Kid Sheriff, regia di Lloyd Ingraham (1913)
- The Doctor's Duty, regia di Gilbert M. 'Broncho Billy' Anderson (1913)
- The Rustler's Step-Daughter, regia di Lloyd Ingraham (1913)
- The End of the Circle, regia di Jess Robbins (1913)
- A Romance of the Hills, regia di Lloyd Ingraham (1913)
- The Trail of the Snake Band, regia di Lloyd Ingraham (1913)
- Through Trackless Sands, regia di Lloyd Ingraham (1914)
- The Redemption of Broncho Billy, regia di Gilbert M. 'Broncho Billy' Anderson (1914)
- The Hills of Peace, regia di Lloyd Ingraham (1914)
- Broncho Billy, Guardian, regia di Gilbert M. 'Broncho Billy' Anderson (1914)
- Broncho Billy and the Bad Man, regia di Gilbert M. 'Broncho Billy' Anderson (1914)
- A Gambler's Way, regia di Lloyd Ingraham (non confermato) (1914)
- Sophie Picks a Dead One, regia di Jess Robbins (1914)
- The Calling of Jim Barton, regia di Gilbert M. 'Broncho Billy' Anderson (1914)
- Italian Love (1914)
- The Arm of Vengeance, regia di Lloyd Ingraham (1914)
- Sophie's Birthday Party (1914)
- The Warning, regia di Lloyd Ingraham (1914)
- The Interference of Broncho Billy, regia di Gilbert M. 'Broncho Billy' Anderson (1914)
- Single Handed, regia di Lloyd Ingraham (1914)
- The Atonement, regia di Lloyd Ingraham (1914)
- Dan Cupid: Assayer, regia di David Kirkland (1914)
- The Treachery of Broncho Billy's Pal, regia di Gilbert M. 'Broncho Billy' Anderson (1914)
- Broncho Billy and the Rattler, regia di Gilbert M. 'Broncho Billy' Anderson (1914)
- Broncho Billy -- Gun-Man, regia di Gilbert M. 'Broncho Billy' Anderson (1914)
- Broncho Billy's Sermon, regia di Gilbert M. 'Broncho Billy' Anderson (1914)
- Broncho Billy's Leap, regia di Gilbert M. 'Broncho Billy' Anderson (1914)
- Red Riding Hood of the Hills, regia di Gilbert M. 'Broncho Billy' Anderson (1914)
- Broncho Billy's Cunning, regia di Gilbert M. 'Broncho Billy' Anderson (1914)
- Broncho Billy's Duty, regia di Gilbert M. 'Broncho Billy' Anderson (1914)
- The Good-for-Nothing, regia di Gilbert M. 'Broncho Billy' Anderson (1914)
- Broncho Billy and the Mine Shark, regia di Gilbert M. 'Broncho Billy' Anderson
- Broncho Billy, Outlaw, regia di Gilbert M. 'Broncho Billy' Anderson (1914)
- Sophie Finds a Hero, regia di Roy Clements (1914)
- Broncho Billy's Jealousy, regia di Gilbert M. 'Broncho Billy' Anderson (1914)
- Broncho Billy and the Sheriff, regia di Gilbert M. 'Broncho Billy' Anderson (1914)
- Broncho Billy Puts One Over, regia di Gilbert M. 'Broncho Billy' Anderson (1914)
- Broncho Billy and the Gambler, regia di Gilbert M. 'Broncho Billy' Anderson (1914)
- Snakeville's Home Guard, regia di Roy Clements (1914)
- The Squatter's Gal, regia di Gilbert M. 'Broncho Billy' Anderson (1914)
- Broncho Billy's Fatal Joke, regia di Gilbert M. 'Broncho Billy' Anderson (1914)
- Slippery Slim and His Tombstone, regia di Roy Clements (1914)
- Broncho Billy Wins Out, regia di Gilbert M. 'Broncho Billy' Anderson (1914)
- Broncho Billy's Wild Ride, regia di Gilbert M. 'Broncho Billy' Anderson (1914)
- Broncho Billy's Indian Romance, regia di Gilbert M. 'Broncho Billy' Anderson (1914)
- Broncho Billy, a Friend in Need, regia di Gilbert M. 'Broncho Billy' Anderson (1914)
- Broncho Billy Butts In, regia di Gilbert M. 'Broncho Billy' Anderson (1914)
- The Strategy of Broncho Billy's Sweetheart, regia di Gilbert M. 'Broncho Billy' Anderson (1914)
- Broncho Billy Trapped, regia di Gilbert M. 'Broncho Billy' Anderson (1914)
- Broncho Billy and the Greaser, regia di Gilbert M. 'Broncho Billy' Anderson (1914)
- Broncho Billy Rewarded, regia di Gilbert M. 'Broncho Billy' Anderson (1914)
- Broncho Billy -- Favorite, regia di Gilbert M. 'Broncho Billy' Anderson (1914)
- Broncho Billy's Mother, regia di Gilbert M. 'Broncho Billy' Anderson (1914)
- Broncho Billy's Dad, regia di Gilbert M. 'Broncho Billy' Anderson (1914)
- Broncho Billy's Sentence, regia di Gilbert M. 'Broncho Billy' Anderson (1915)
- Charlot boxeur (The Champion), regia di Charlie Chaplin (1915)
- Broncho Billy's Teachings, regia di Gilbert M. 'Broncho Billy' Anderson (1915)
- Charlot prende moglie (A Jitney Elopement), regia di Charlie Chaplin (1915)
- My Best Girl (1915)
- The Bank, regia di Charlie Chaplin (1915)
- Fun at a Ball Game, regia di Hal Roach (1915)
- Cupid's Bath, regia di Hal Roach (1915)
- Don Quixote, regia di Edward Dillon (1915)
- Hoodoo Ann, regia di Lloyd Ingraham (1916)
- A Child of the Paris Streets, regia di Lloyd Ingraham (1916)
- Casey at the Bat, regia di Lloyd Ingraham (1916)
- Stranded, regia di Lloyd Ingraham (1916)
- Intolerance, regia di David Wark Griffith (1916)
- L'americano (The Americano), regia di John Emerson (1916)
- Open Places, regia di W. S. Van Dyke (1917)
- In Bad, regia di Edward Sloman (1918)
- The Biggest Show on Earth, regia di Jerome Storm (1918)
- Hobbs in a Hurry, regia di Henry King (1918)
- Rosemary Climbs the Heights, regia di Lloyd Ingraham (1918)
- For a Woman's Honor, regia di Park Frame (1919)
- When a Man Rides Alone, regia di Henry King (1919)
- Where the West Begins, regia di Henry King (1919)
- The Woman Under Cover, regia di George Siegmann (1919)
- The Hawk's Trail, regia di W. S. Van Dyke - serial cinematografico (1919)
- $30,000 (o Thirty Thousand Dollars), regia di Ernest C. Warde (1920)
- The Coast of Opportunity, regia di Ernest C. Warde (1920)
- Double Adventure
- Society Secrets
- Daredevil Jack, regia di W. S. Van Dyke (1920)
- Where's My Wandering Boy Tonight?
- The Call of Home
- Miele silvestre (Wild Honey), regia di Wesley Ruggles (1922)
- The Half Breed, regia di Charles A. Taylor (1922)
- Oliviero Twist (Oliver Twist), regia di Frank Lloyd (1922)
- Thorns and Orange Blossoms
- Suzanna, regia di F. Richard Jones (1922) [2][3]
- Money, Money, Money, regia di Tom Forman (1923)
- Fra gli artigli della tigre (The Tiger's Claw), regia di Joseph Henabery (1923)
- The Extra Girl, regia di F. Richard Jones (1923)
- The Grail, regia di Colin Campbell (1923)
- L'orfanella di New York (The Darling of New York), regia di King Baggot (1923)
- Il sussurro della calunnia (The Whispered Name), regia di King Baggot (1924)
- The Red Rider, regia di Clifford Smith (1925)
- Il figlio di papà (A Regular Fellow), regia di A. Edward Sutherland (1925)
- The Carnation Kid, regia di E. Mason Hopper e Leslie Pearce (1929)
- L'ultimo eroe (The Last of the Duanes), regia di Alfred L. Werker (1930)
- La piccola amica (Daybreak), regia di Jacques Feyder (1931)
- Laughing Boy, regia di W. S. Van Dyke  (1934)
- Il trionfo della vita (Stand Up and Cheer!), regia di Hamilton MacFadden (1934)
- Wagon Train, regia di Edward Killy (1940)
- Se mi vuoi sposami (Honky Tonk), regia di Jack Conway (1941)